# Bollmaniulus signifer
Bollmaniulus signifer är en mångfotingart som först beskrevs av Chamberlin 1940.  Bollmaniulus signifer ingår i släktet Bollmaniulus och familjen Parajulidae. Inga underarter finns listade i Catalogue of Life.